# ミストラル (潜水艦)
ミストラル（スペイン語：Mistral, S 73）は、スペイン海軍の潜水艦。ガレルナ級潜水艦の3番艦。艦名はミストラルに由来する。

## 艦歴
「ミストラル」は、バサンカルタヘナ造船所で建造され　1980年5月30日に起工、1983年11月14日に進水、1985年6月5日に就役しカルタヘナ基地に配備される。
ミストラルは35年間の現役任務の後、2020年6月10日に退役した。